# Emmenopterys
Emmenopterys là một chi thực vật có hoa trong họ Thiến thảo (Rubiaceae).

## Loài
Chi Emmenopterys gồm các loài: